# Claudio Boutelou
Claudio Boutelou y Agraz (Aranjuez, 1774-Sevilla, 1842), fue un agrónomo y botánico español de ascendencia francesa, hermano del también botánico Esteban Boutelou III y padre de Esteban Boutelou y Soldevilla.

## Biografía
Fue bisnieto del paisajista francés Esteban Boutelou I, famoso por su trabajo en Aranjuez, donde fue jardinero mayor desde 1716, y La Granja, y nieto de Esteban Boutelou II, quien sucedió a su padre en Aranjuez.
Mediante una pensión real estudió en Francia e Inglaterra agricultura y horticultura, junto con su hermano.
En 1807 ingresó en el Jardín Botánico de Madrid, espacio que llegó a dirigir y donde ejerció la docencia hasta su expulsión del jardín en 1814 por su condición de afrancesado.
Trabajó abundantemente en agronomía, como por ejemplo con el «trillo de ruedas» que en la antigüedad era conocido como Plostellum punicum; definiéndolo a ese instrumento agrícola propio del área mediterránea como:

«…de tres a cuatro pies de ancho y unos seis de largo, variando frecuentemente estas dimensiones, y se compone de dos o tres tablones ensamblados unos con otros, de más de cuatro pulgadas de grueso, en los que se hallan embutidas por su parte inferior muchos pedernales muy duros y cortantes que arrastran sobre las mieses. En la parte anterior hay clavada una argolla para atar la cuerda que le arrastra, y a la que se enganchan comúnmente dos caballerías; y sentado un hombre en el trillo lo conduce dando vueltas sobre la parva extendida en la era. Si el hombre necesita más peso, pone encima piedras grandes»
Claudio Boutelou, 1806

## Obra

### Individualmente
- Tratado del Injerto. Madrid, 1817[4]

### En colaboración con su hermanoEsteban
- Tratado de la Huerta. Madrid, 1801
- Tratado de las Flores. Madrid, 1804
- Descripción y nombres de las diferentes especies de uvas que hay en los viñedos de Ocaña. 1805. Semanario de Agricultura y en los Anales de Ciencias naturales de Madrid
- Especies y variedades de Pinos que se crían en la Sierra de Cuenca. 1806. Semanario de Agricultura y en los Anales de Ciencias naturales de Madrid
- Sobre las variedades de Trigos, Cebadas y Centenos, cuyo cultivo te ha ensayado en Aranjuez. 1807. Semanario de Agricultura y en los Anales de Ciencias naturales de Madrid

## Eponimia
En honor a los dos hermanos, se nombra al género:
- (Poaceae) Bouteloua Lag.[5]

Especies
- (Brassicaceae) Iberis bouteloui Willk.[6]
- (Leguminosae) Lotus bouteloui Nyman[7]
- (Leguminosae) Tetragonolobus bouteloui Willk.[8]